# 大掾清幹
大掾 清幹（だいじょう きよもと）は、安土桃山時代の武将。常陸国府中城主。大掾満幹より続く大掾氏最後の当主。

## 生涯
天正元年（1573年）、大掾貞国の子として誕生。
父・貞国の死により5歳で家督を継ぐ。幼少であるため政務を行えず、父の弟で叔父竹原義国が後見した。当時の大掾氏は佐竹義重を盟主とする「東方之衆」と呼ばれる連合体に与して、小田氏治ら後北条氏派の勢力と勢力を争っていた。成長した清幹が同じ「東方之衆」の仲間である宇都宮国綱と那須資晴の和解の仲介を試みた事が知られているが、一方で清幹自身も同じ「東方之衆」の仲間である江戸重通との勢力争いを抱えていた。
天正13年（1585年）8月、清幹と重通は園部川流域の支配を巡って戦いとなった。この際、清幹には真壁氏らが、重通には宍戸氏らが味方についた事、佐竹氏が和平の仲介を行ったものの失敗に終わった事によって事態は深刻化した。そのため、結城氏が佐竹氏と共に和解の仲介に加わり、天正14年（1586年）11月に和議が結ばれた（第一次府中合戦）。
ところが、天正16年（1588年）1月になって両者の戦いは再燃する。ここで佐竹氏は再び和平の仲介に乗り出すが、一方で佐竹義重・義宣父子が江戸氏を助けるための出兵を行った事から清幹は戦いを決意、これまで敵対していた北条氏に援軍を求めた。しかし、佐竹父子は江戸重通・鹿島清秀・烟田通幹らと連合して小川城から府中城に迫り、清幹と援軍にかけつけた真壁氏幹の連合軍を打ち破った。このため、5月になって清幹は和睦を結んで事実上の降伏をした（第二次府中合戦）。ただし、ここで注目すべきは、佐竹氏の洞（家中）の一員として事実上の従属下にあった江戸氏と異なり、大掾氏はこの戦いの後も宇都宮氏や那須氏などと同様の同盟国的立場に置かれた事である。また、佐竹氏が大掾氏を討った背景には大掾氏の従属や滅亡を目的にしていたというよりも、伊達政宗の南下で動揺する佐竹氏の家中を繋ぎ止めるための措置の一環として江戸氏に肩入れをすることが目的であったとみられている。また、真壁氏幹も真壁氏の立場を重視して清幹を助けて佐竹父子と一戦に及ぶ一方、佐竹義憲と連絡を取り合って和睦の実現に尽くしている。
ただし、その後も大掾氏と江戸氏の対立は収まらなかったとみられ、天正18年（1590年）の小田原征伐に際して、大掾清幹は秀吉の命に応じて出陣する佐竹義宣に対して秀吉への詫言（謝罪）を依頼する書状を送っている。実は江戸重通も同様の動きを見せており、近世以来言われてきた「大掾・江戸両氏は北条氏と結んで参陣しなかった」という説は事実ではなく、大掾氏・江戸氏ともに豊臣方について出陣する意向はあったものの、留守中、相手側による攻撃を互いに恐れて出陣できず、同盟国である佐竹義宣らに秀吉への執り成しを望んでいたのが実情であったと考えられている。また、平成28年（2016年）に発見された石田三成の家臣・嶋清興（島左近）の書状より、大掾清幹が豊臣政権から求められていた人質の差出について延期を求めていることが判明し、嶋が豊臣政権側の交渉担当者であったことも判明しているが、この交渉がまとまらなかったことも佐竹氏による討伐が豊臣政権から認められた背景となった可能性が高い。
しかし、ここにおいて佐竹義宣はこれを常陸統一の好機と捉えて大掾氏らの執り成し要請を黙殺し、8月1日に秀吉から常陸全域の安堵を受けた。同年12月、佐竹義重の軍は江戸氏の水戸城を攻め落とすと、そのまま南下して府中城を攻略、城を落とされた清幹は自害、大掾氏は滅亡した。